# 859 Bouzaréah
859 Bouzaréah eller A916 UN är en asteroid i huvudbältet, som upptäcktes 2 oktober 1916 av den franske astronomen Frédéric Sy i Alger. Den har fått sitt namn efter Bouzaréah, en förort till Algeriets huvudstad Alger i vilken observatoriet som asteroiden upptäcktes med är lokaliserat.
Asteroiden har en diameter på ungefär 65 kilometer.